# Musique pour l'odyssée
Musique pour l'odyssée is een muziekalbum van de Franse avant garde rockgroep Art Zoyd, dat in 1979 verscheen. Het is het tweede album van de groep. Op dit album werken krijgt de band het gezelschap van de Belgen Daniel Denis en Michel Berckmans van de Belgische band Univers Zero. Het album werd in de jaren 90 als dubbel-cd uitgebracht met de albums Symphonie pour le jour où brûleront les cités en Génération sans futur.

## Tracks
1. "Musique pour l'Odyssée" - 17:08
2. "Bruit Silence, Bruit Repos" - 10:46
3. "Trio "Lettre d'Automne" " - 7:05

## Bezetting
- Michel Berckmans - hobo, fagot
- Franck Cardon - viool
- Daniel Denis - percussie
- Gérard Hourbette - viool
- Jean-Pierre Soarez - trompet
- Michel Thomas - saxofoon
- Thierry Zaboïtzeff - bas, cello, zang